# Іванівка (Бердянський район)
Іва́нівка — село в Україні, у Бердянському районі Запорізької області. Населення становить 150 осіб. Орган місцевого самоврядування — Андріївська селищна рада.

## Географія
Село Іванівка знаходиться на березі річки Кільтиччя, вище за течією на відстані 2,5 км розташоване село Успенівка, нижче за течією на відстані 2 км розташоване село Софіївка.

## Історія
Поселення з'являється у сер. 19 ст. під назвою Хутори Андріївські, присутнє на картах другої половини 19 ст.